# Niclas Green
Niclas Green, född 26 februari 1969, är en svensk basist och gitarrist. Green är sedan 1992 gitarrist i black metal-gruppen Lord Belial. Han är också gitarrist i grupperna Sacramentum och Vassago. Han är basist i bandet Latex och live-basist i bandet Dimension Zero. 

## Diskografi
- 1989 – Gallows Pride (demo)
- 1992 – WKGHITPOHRH - When Kevin Grew Hair In The Palm Of His Right Hand (demo)
- 1994 – Into the Frozen Shadows (demo, Lord Belial)
- 1994 – Nattflykt (demo, Vassago)
- 1995 – Kiss the Goat (Lord Belial)
- 1996 – Hail War (Vassago)
- 1997 – Enter the Moonlight Gate (Lord Belial)
- 1997 – Hammerfuck (Latex)
- 1997 – The Coming of Chaos (Sacramentum)
- 1998 – A Tribute to Sepultura, Compilation, "The Curse/antichrist" (Sacramentum)
- 1998 – A Tribute to Sepultura, Compilation, "Crucifixion" (Lord Belial)
- 1998 – Tribute to Mercyful Fate, Compilation, "Black masses" (Sacramentum)
- 1999 – Thy Black Destiny (Sacramentum)
- 1999 – Unholy Crusade (Lord Belial)
- 1999 – Demonic Women (Dracena)
- 1999 – Forever Blasphemy (In Aeternum)
- 1999 – Knights from Hell (Vassago)
- 2002 – Angelgrinder (Lord Belial)
- 2002 – Doomed by Death (split, Lord Belial)
- 2003 – Purify Sweden (Lord Belial)
- 2008 – The Black Curse (Lord Belial)
- 2008 – Abyss of Time, Compilation consisting of The Coming of Chaos and Thy Black Destiny (Sacramentum)